# Vladimir Aleksandrovitj Orlov
Vladimir Aleksandrovitj Orlov (ryska: Влдимир Александр Орлов), född 2 december 1938 i Moskva, är en rysk före detta skridskoåkare som tävlade för Sovjetunionen.
Orlov blev olympisk silvermedaljör på 500 meter vid vinterspelen 1964 i Innsbruck.